# 목탁수구리
목탁수구리(학명: Rhina ancylostoma 리나 안킬로스토마[*])는 수구리과에 속하는 가오리류의 일종이다. 그 진화사는 아직 확실히 밝혀지지 않았지만, 가래상어과 및 홍어과와 근연관계일 것으로 생각된다. 이 진귀한 물고기는 열대지역의 연안 수역이나 인도-태평양 서부의 수심 90 미터 이하 지점에서 발견된다. 몸통의 앞부분은 가오리처럼 넙대대한 반면 몸통의 뒷부분은 상어를 연상시키는 등지느러미와 꼬리지느러미를 가진 아주 특이한 모습을 하고 있다. 입은 W 모양의 높낮이가 있으며 머리와 등에는 가시가 돋친 산마루가 여러 개 있다. 등면 색깔은 청회색에서 갈색 색조의 바탕에 흰색 반점이 숱하게 나 있으며, 가슴지느러미에는 검은 무늬가 뚜렷하다. 신장 3.6 미터, 체중 170 킬로그램까지 자라는 대형종이다.
보통 해저 근처에서 발견되는 목탁수구리는 수중구조물 근처의 모래질 또는 점토질 지형을 좋아한다. 수영 실력이 뛰어난 포식자로 경골어류·갑각류·연체동물 등을 잡아먹는다. 생식 방법은 태생으로 한 번에 2 ~ 11마리의 새끼를 낳는다. 임신 중 새끼는 난황을 통해 양분을 공급받는다. 목탁수구리의 살과 지느러미를 노린 취미낚시 및 상업적 어업이 성행하고 있으며, 이에 따라 국제자연보전연맹(IUCN)은 목탁수구리를 취약종으로 분류했다. 그러나 저인망 어선에게는 골칫거리인데, 육중하고 비늘에 가시가 돋친 목탁수구리가 그물에 걸리면 그물에 걸린 다른 물고기들이 손상을 입기 때문이다. 서식지의 감소 및 파괴 역시 목탁수구리의 생존에 중대한 위협이 되고 있다. 목탁수구리는 사육 환경에 잘 적응하며, 수족관에도 종종 전시된다.

## 분류

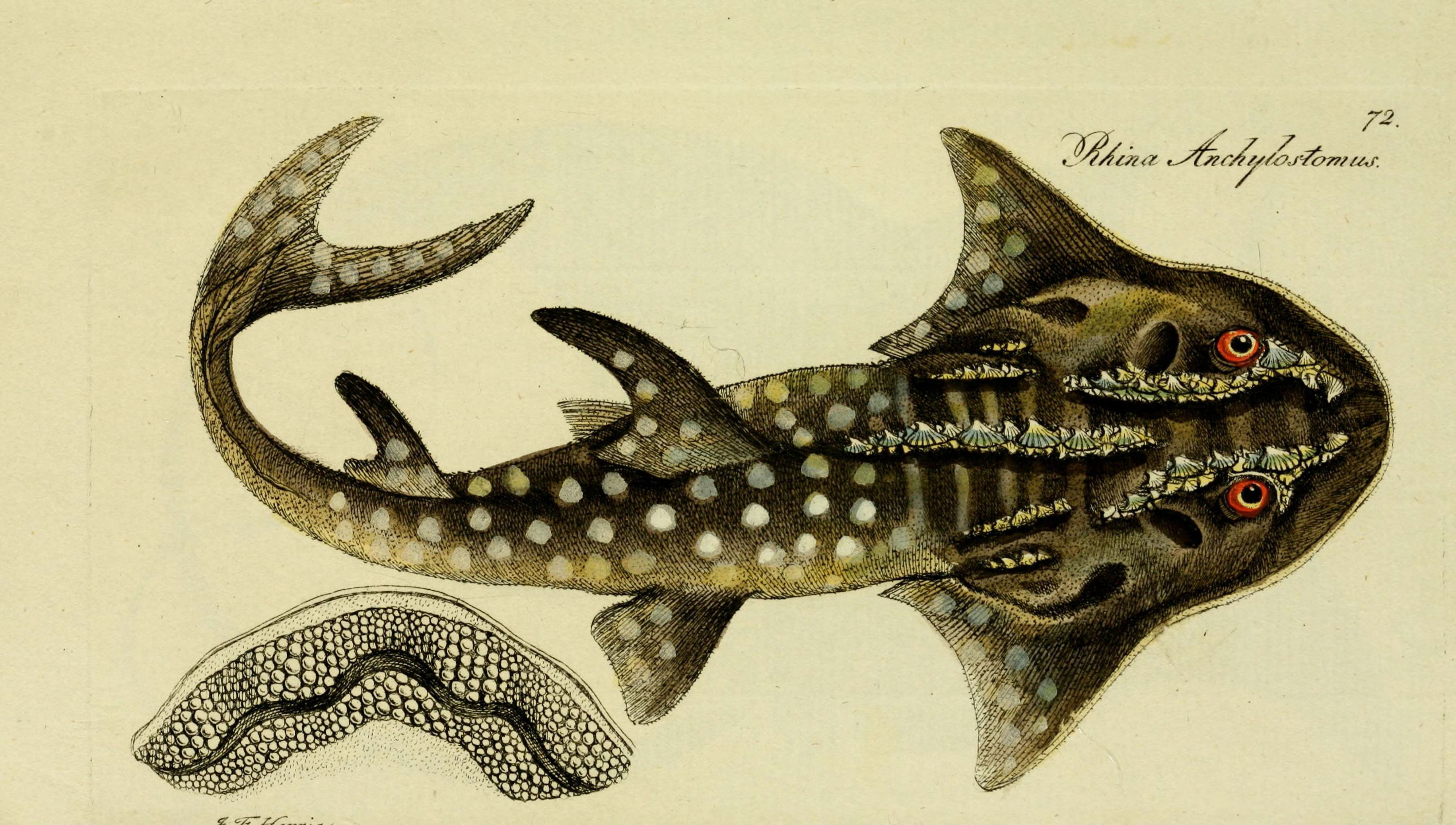
1801년 Systema Ichthyologiae에 처음 기재된 목탁수구리의 세밀화.

독일의 박물학자 마르쿠스 엘레세르 블로흐와 요한 고틀로프 슈나이더가 1801년 Systema Ichthyologiae에 목탁수구리를 처음 기재했다. 모식표본은 인도 코로만델 해안에서 포획된 신장 51 센티미터의 개체였는데, 현재는 소실되었다. 속명 "리나(Rhina)는 고대 그리스어로 "(돼지 등의) 주둥이"라는 뜻의 "르히노스(ρινοσ rhinos[*])"에서 유래했고, 종명 "안킬로스토마(ancylostoma)"는 그리스어로 "뒤틀린"이라는 뜻의 "안퀼로스(ανκυλοσ ankylos[*])"와 "입"이라는 뜻의 "스토마(στομα stoma[*])에서 유래했다. 블로흐와 슈나이더는 "안킬로스토무스(ancylostomus)"라고 썼고 그렇게 쓰인 문헌이 일부 존재하지만, 오늘날에는 대부분 "안킬로스토마"가 올바른 것으로 여겨진다. 그 외에 목탁수구리를 가리키는 통상명으로는 상어가오리(shark ray), 뻘홍어(mud skate), 짧은코뻘홍어(shortnose mud skate), 활주둥이천사고기(bow-mouthed angel fish), 활주둥이천사상어(bow-mouthed angel shark) 등이 있다.
목탁수구리와 다른 가오리과 고기들 사이의 진화적 관계는 논쟁의 대상이다. 형태학적 증거를 보면 목탁수구리속은 동수구리속(Rhynchobatus)과 가까운 관계인 것처럼 보인다. 동수구리속 역시 커다란 상어와 비슷한 지느러미를 가진 가오리들로 이루어진 속이다. 형태학적 분석은 목탁수구리속과 동수구리속을 가오리들의 기군을 이루게 분류하는 경향이 있다. 그러나 일부에서는 이들이 가래상어과 및 홍어과의 기군일 뿐이라고 하기도 하고, 또다른 일부에서는 이틀이 톱가오리를 제외한 모든 가오리의 기군이라고 하기도 한다. 2012년 미토콘드리아 DNA 분석 연구 결과는 목탁수구리속과 동수구리속은 가래상어들과 관련된 자매 분류군이라는 설을 지지한다. 그러나 동시에 이들이 홍어가 아닌 톱가오리와 분기군을 형성한다는 의외의 사실이 밝혀지기도 했다.
최초 기재 당시 블로흐와 슈나이더는 목탁수구리를 Abdominales 목으로 분류했다. 이 목은 배지느러미가 가슴지느러미 바로 뒤에 붙어 있는 물고기들이 포함된 목이었는데, 현재는 폐기되어 사용되지 않는다. 오늘날의 학자들은 목탁수구리를 홍어목에 포함시키거나 또는 아예 수구리목(Rhinopristiformes)을 새로 제안해 거기 포함시키기도 한다. 1841년 요하네스 페테르 뮐러와 프리드리히 구스타프 야코프 헨레는 Systematische Beschreibung der Plagiostomen에서 목탁수구리속과 동수구리속을 하나로 묶어 수구리과(Rhinae)로 분류했다. 후대 학자들도 목탁수구리를 수구리과 또는 동수구리과(Rhynchobatidae)로 함께 분류했다. 2006년 조지프 넬슨이 《세계의 물고기》 제4판에서 목탁수구리를 홍어목 수구리과의 유일종으로 분류했고, 이 분류는 형태학적으로 지지받고 있으나 분자생물학적 증거는 아직 없다.

## 신체

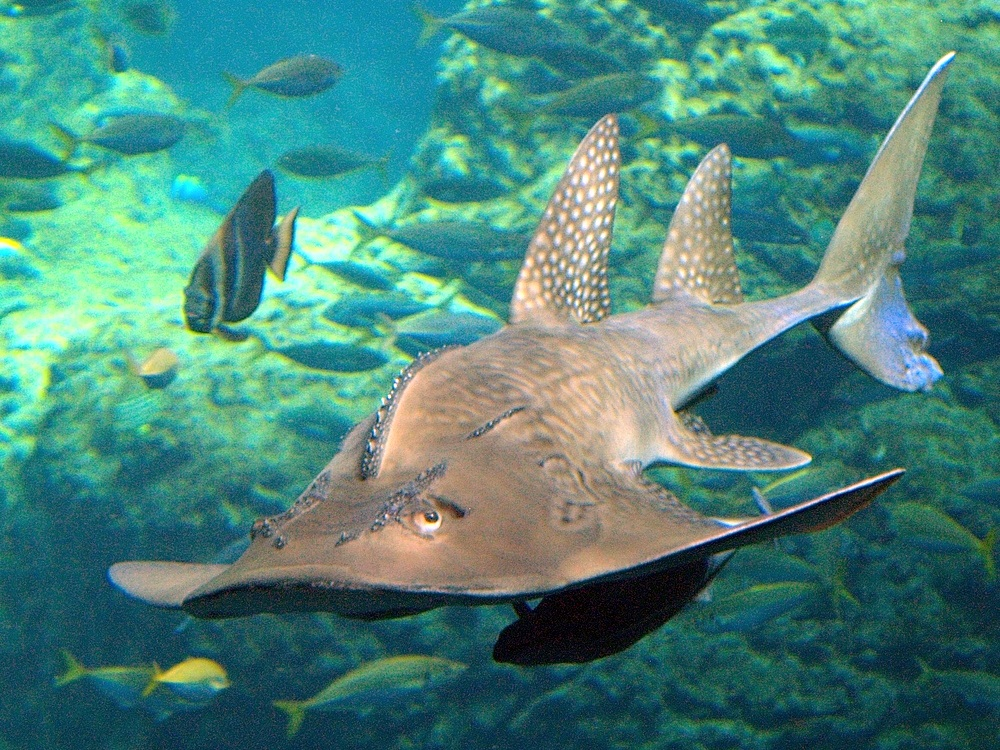
둥근 머리, 툭 튀어나온 곱사등, 상어처럼 커다란 지느러미의 목탁수구리는 매우 특이한 외모의 소유자이다.

목탁수구리는 신장 3.6 미터, 체중 170 킬로그램까지 자라는 다부진 어종이다. 머리는 위아래로 짧고 좌우로 넓으며, 주둥이는 굴곡 없이 둥글다. 중간 크기의 눈과 커다란 숨구멍이 있는 머리 앞부분은 나머지 몸체와 확실히 구분된다. 길쭉한 비공은 가로 방향으로 찢어져 있으며 그 앞쪽 경계에 피부판이 발달해 있다. 아랫턱은 3개 엽이 뻐드렁져있고 이는 반대로 세 부분이 쏙 들어가 있는 윗턱과 들어맞는다(아래 그림 참조). 이빨은 윗턱에 47개, 아랫턱에 50개가 구불구불하게 배열되어 있다. 이빨은 짧고 무딘 편이며 치아능선이 있다. 아가미구멍은 다섯 쌍이고 배 쪽에 나 있으며 머리의 옆쪽 가장자리에 가까이 붙어 있다.
커다란 낫 모양의 등지느러미가 두 개 있으며, 그 등지느러미와 머리 사이가 잘록하다. 첫째 등지느러미는 둘째 등지느러미보다 3분의 4배 정도 더 크고 배지느러미 뿌리와 거의 같은 위치에 뿌리가 있다. 둘째 등지느러미는 첫째 등지느러미와 꼬리지느러미의 중간에 위치한다. 넓은 삼각형의 가슴지느러미는 가장자리에 요철이 있고 두 가슴지느러미 가장자리는 머리에서 만난다. 배지느러미는 가슴지느러미보다 작고, 뒷지느러미는 아예 없다. 꼬리가 몸통보다 더 길며 꼬리 끝에는 커다란 초승달 모양의 꼬리지느러미가 있다. 꼬리지느러미의 아랫엽은 윗엽의 절반보다 조금 더 크다.
목탁수구리의 등면은 전체가 회색 질감에 작은 피치가 조밀하게 덮여 있다. 등 중앙을 따라 두꺼운 능선이 돋아 있으며, 이 능선에는 날카롭고 억센 가시가 돋쳐 있다. 두 눈 앞쪽에도 가시가 돋친 능선이 하나 있으며, 눈에서 숨구멍 쪽으로 가는 선과 "어깨" 선을 따라서도 가시능선이 한 쌍씩 있다. 등면 색깔은 청회색에서 회갈색이며, 머리통과 가슴지느러미 쪽으로 갈수록 색조가 밝아진다. 몸과 지느러미 곳곳에 흰색 반점이 두드러지게 흩뿌려져 있고, 좌우 가슴지느러미 위에는 가장자리가 흰색인 검은색 무늬가 뚜렷하다. 또 두 눈 사이의 두부에는 어두운 띠가 두 줄 드리워 있다. 배면은 옅은 회색에서 흰색 색조이다. 어린 개체는 성체에 비해 무늬가 보다 화려하다. 나이를 먹을수록 무늬가 희미해지고 갈색으로 변하며 반점도 그에 비례해 작아진다.

## 분포

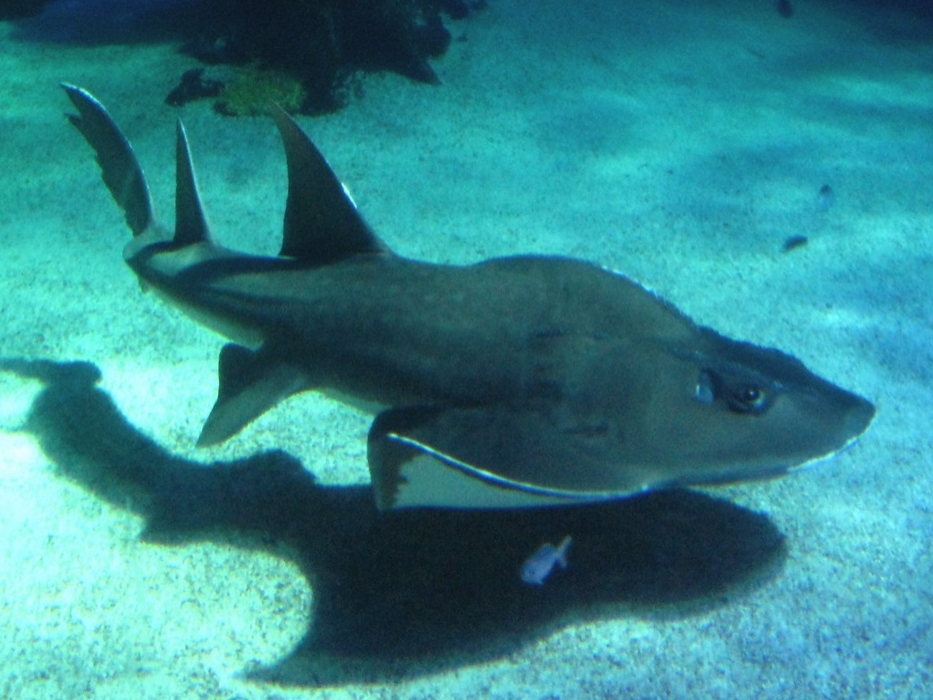
호주의 목탁수구리.

목탁수구리는 드물게 관찰되는 물고기지만 분포 지역은 매우 넓어서 인도-태평양의 거의 모든 열대 해안수역에 분포한다. 인도양의 경우 남쪽으로는 남아프리카 카와줄루나탈에서 북쪽으로는 세이셸을 거쳐 홍해까지, 또 몰디브를 포함한 인도 아대륙과 남아시아 해안에서 웨스턴오스트레일리아의 샤크 만에 이르기까지 발견된 바 있다. 태평양 분포는 북으로는 한반도와 일본열도 남부, 동으로는 뉴기니, 남으로는 호주 뉴사우스웨일스에 이른다. 발견되는 수심은 3 ~ 90 미터이며, 대개 해저 바닥 근처에서 시간을 보내지만 드물게 물 속을 헤엄치는 것이 목격될 때도 있다. 서식지로는 모래질 또는 점토질 환경을 좋아하며, 암초나 산호초, 난파선에서도 발견된다.

## 생태
목탁수구리는 뛰어난 헤엄꾼으로, 상어를 닮은 꼬리를 이용해 추진을 한다. 밤에 더 활발한 야행성이다. 텃세권을 가지는지는 아직 밝혀지지 않았다. 주로 민어 따위 저서 경골어류나 게, 새우 같은 갑각류를 잡아먹으며, 이매패류나 두족류도 먹는다. 다소 무딘 이빨은 단단한 껍데기를 가진 먹이를 부숴 먹기에 알맞다. 2011년에 잡혀 검사된 목탁수구리 두 마리는 저생대 동물들 대신 해수대 동물들을 주로 잡아먹고 산 것으로 밝혀졌는데, 이전까지의 관찰과는 상이한 결과라 희한하다.

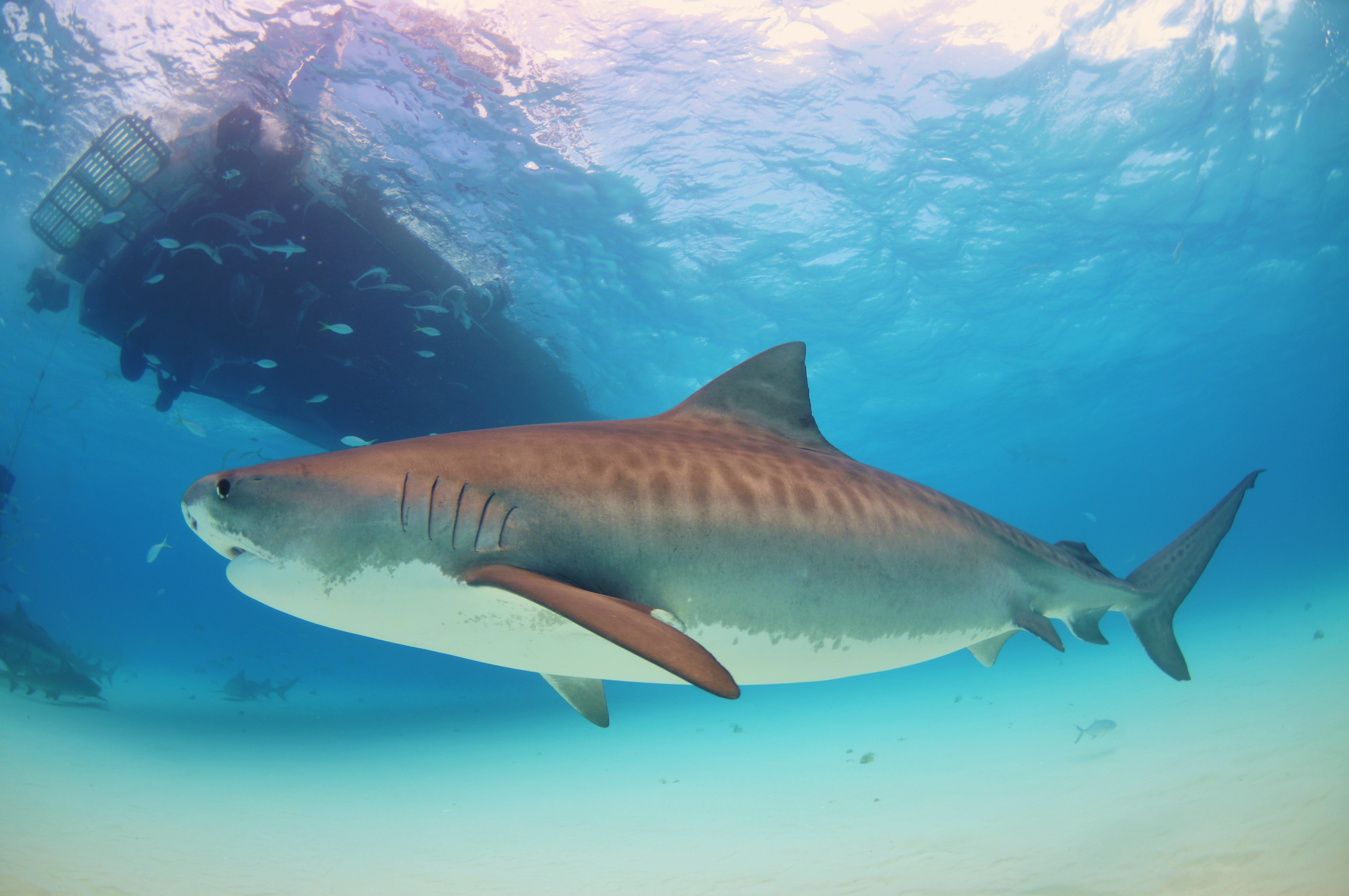
뱀상어는 목탁수구리를 잡아먹는다.

목탁수구리의 천적으로는 뱀상어(Galeocerdo cuvier)가 있다. 목탁수구리는 머리와 등에 돋친 가시로 스스로를 방어하고, 위협을 느끼면 들이받기도 한다. 목탁수구리에 기생하는 기생충으로는 촌충류(Carpobothrium rhinei, Dollfusiella michiae, Nybelinia southwelli, Stoibocephalum arafurense, Tylocephalum carnpanulatum), 거머리류(Pontobdella macrothela), 흡충류(Melogonimus rhodanometra), 단생류(Branchotenthes robinoverstreeti, Monocotyle ancylostomae), 요각류(Nesippus vespa, Pandarus cranchii, P. smithii) 등이 밝혀져 있다. 청줄청소놀래기(Labroides dimidiatus)가 목탁수구리의 기생충을 잡아먹는 것이 발견된 바 있다.
목탁수구리는 태생어로 난황으로 양분을 공급받는 배아를 키워 새끼를 낳는다. 성숙한 암컷 목탁수구리는 난소와 자궁이 한 개씩 있으며, 한 배에 2 ~ 11마리의 새끼를 낳는다. 갓 태어난 새끼의 신장은 45 ~ 51 센티미터 정도이다. 수컷은 신장 1.5 ~ 1.8 미터, 암컷은 신장 1.8 미터 이상이 되면 성적으로 성숙한다. 암컷이 수컷보다 크다.

## 인간과의 상호작용
서식지 전역에 걸쳐 목탁수구리는 영세어업 및 상업적 어업의 대상이 된다. 어쩌다 우연히 잡히는 경우도 있고 목탁수구리를 목표로 어업이 이루어지기도 한다. 목탁수구리의 지느러미는 샥스핀의 재료가 되기에 그 가격이 비싸며, 목탁수구리가 잡힐 경우 지느러미를 비롯한 일부 부위만 시장에 팔리기도 한다. 하지만 목탁수구리의 살 역시 생살 또는 어포나 염장 형태로 판매되며, 인도에서 매우 인기가 좋다. 반면 저인망 어선에 혼획된 경우 목탁수구리는 오히려 골칫덩이인데, 힘이 세고 피부가 거칠어서 제압하기가 힘들 뿐더러 체중이 묵직하고 몸에 가시가 돋친 목탁수구리가 그물 속에서 몸부림치면 그물에 걸린 다른 물고기들이 상하기 일쑤이기 때문이다. 태국에서는 목탁수구리의 가시로 팔찌를 만들기도 한다.

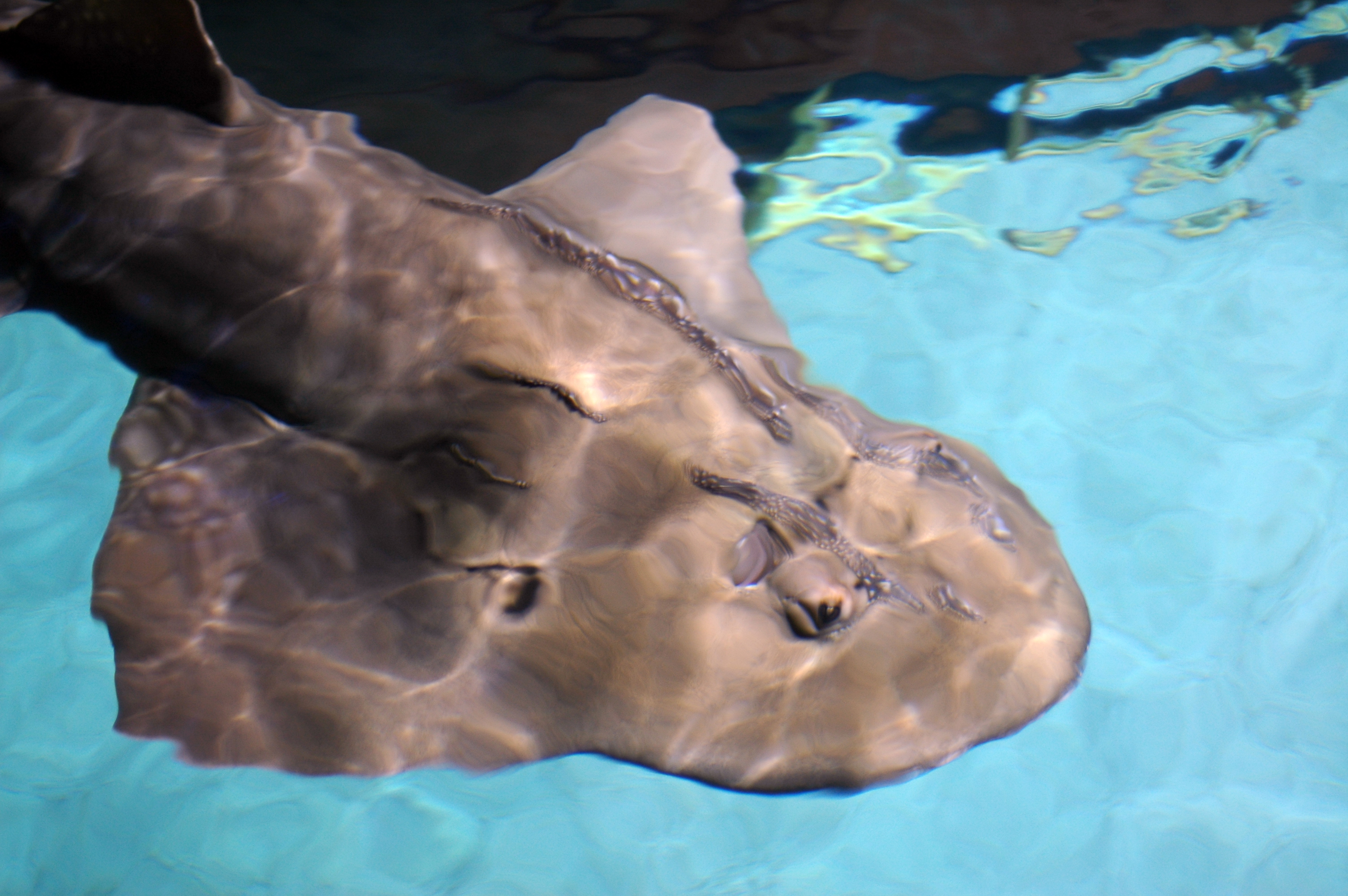
뉴포트 수족관의 암컷 목탁수구리 "스위트피(Sweet Pea)".

국제자연보전연맹(IUCN)은 목탁수구리를 취약종(VU)으로 분류한다. 목탁수구리는 어업과 서식지 파괴, 서식지 감소로 위협받고 있으며, 특히 폭파 낚시, 산호 백화, 침니 매몰 등이 큰 위험이다. 목탁수구리 개체수는 인도네시아 해역에서 급격하게 감소 추세에 있다. 인니에서 목탁수구리는 주요 어업 대상이며, 규제받지 않는 자망 어업이 성행 중이다. IUCN은 오스트레일리아 해역에서는 목탁수구리가 어업의 대상은 아니지만 저인망에 혼획되는 일이 많다는 이유로 취약근접(NT)으로 분류했다. 오스트레일리아의 저인망 어선들이 설치한 거북보호장치는 거북 뿐 아니라 목탁수구리에게도 큰 도움이 되고 있다. 매우 드문 물고기인데다 이러한 보존상의 위협을 받고 있기에 일각에서는 목탁수구리를 일컬어 “수족세계의 판다”라고도 한다.
목탁수구리는 수족관의 인기 어종이며, 포획 상태에 적응해서 꽤 잘 사는 편이다. 수족관 환경에서 수명은 7년 이상이다. 2007년에는 켄터키의 뉴포트 수족관이 세계 최초로 포획된 목탁수구리의 번식을 위해 투자를 시작했다. 뉴포트 수족관은 2014년 1월 "스위트피(Sweet Pea)"라는 이름의 암컷이 임신했으며 새끼 일곱 마리를 낳았다고 밝혔다. 그러나 태어난 새끼들은 같은 해 2월이 되기 전에 모두 폐사했다. 2016년 1월 7일, 스위트피가 다시 임신해서 새끼 아홉 마리를 낳았다. 이번에 태어난 새끼들은 2016년 2월 10일 기준으로 스스로 먹이를 찾아 먹으면서 몸집을 불리고 있는 중이다.